# Aéroport de Little Grand Rapids
L'aéroport de Little Grand Rapids est un aéroport situé au Manitoba, au Canada.